# Beaumont-du-Lac
Beaumont-du-Lac – miejscowość i gmina we Francji, w regionie Nowa Akwitania, w departamencie Haute-Vienne. W 2013 roku populacja ówczesnej gminy wynosiła 164 mieszkańców. 